# Église Saint-Astier de Saint-Astier
L'église Saint-Astier est une église catholique située à Saint-Astier, en France.

## Localisation
L'église est située dans le département français de la Dordogne, au cœur de la ville de Saint-Astier.

## Historique

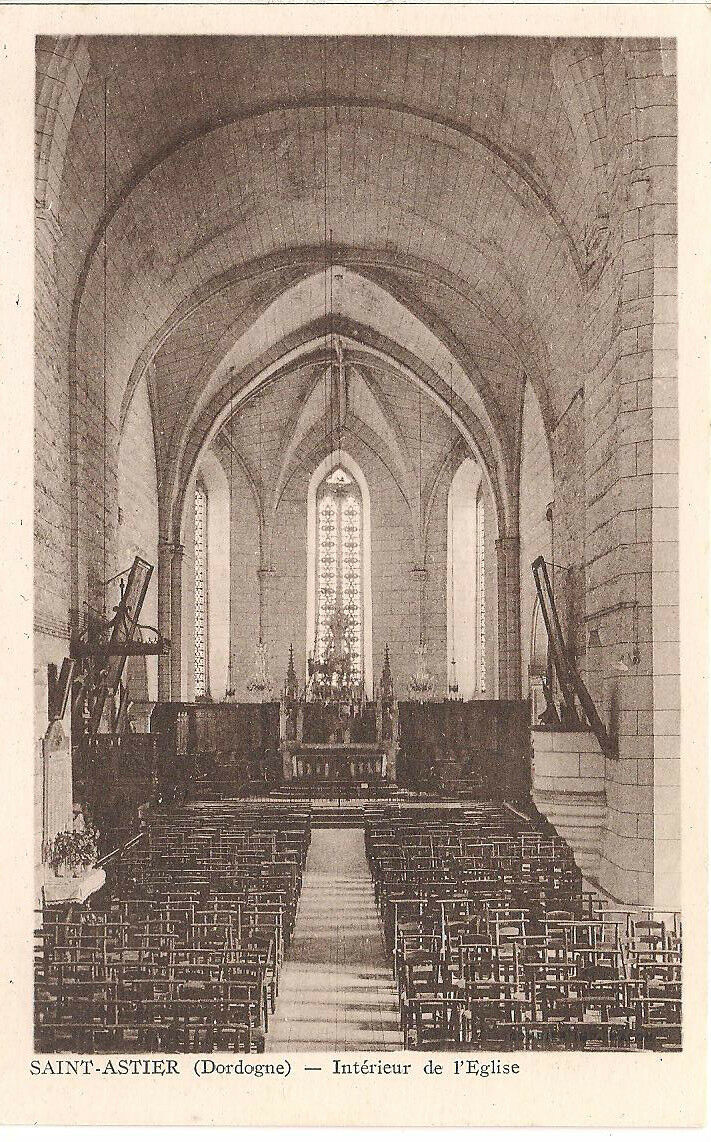
Intérieur de l'église Saint-Astier en 1900.

L'église actuelle est un monument complexe résultant de plusieurs campagnes de construction, entre le XIe et le XVIIe siècle. L'église a subi une histoire mouvementée.
Elle a pour origine l'ermitage de saint Astier (vers 640). Une chapelle en bois est d'abord construite par une princesse guérie par l'ermite.
Une église est ensuite construite pour accueillir davantage de fidèles. Cette église est détruite au IXe siècle par les Normands, peut-être en 849 ou 855, d'après l'évêque de Périgueux Sébalde ou Sébaude (vers 900), comme l'abbaye de Paunat.
Laissée à l'abandon, elle est reconstruite au XIe siècle par les moines bénédictins à l'initiative de l'évêque de Périgueux Raoul de Couhé ou de Scorailles (Radulfi de Cohalia) (1000-1013). Louis-Charles Grellet-Balguerie a donné la liste des signataires de la charte de fondation de l'abbaye de Saint-Astier par Robert le Pieux, en 1013. On trouve des informations sur la reconstruction de l'église dans l'acte de fondation de l'abbaye royale de Guîtres. On y apprend que l'évêque de Périgueux qui possédait et aurait reconstruit l'église de Saint-Astier en aurait fait don aux deux co-vicomtes de Fronsac, Grimoard et Raymond qui auraient réparé Saint-Astier et l'abbaye de Guîtres, vers 1012-1013. Le plus jeune frère des co-vicomtes, Adacius, a été abbé puis prieur de Saint-Astier. Il a été inhumé dans l'église d'après les actes du concile de Bordeaux de 1096.
Félix de Verneilh a écrit que l'église de Saint-Astier a été la première église construite à l'imitation de l'église Saint-Étienne-de-la-Cité et de l'église Saint-Front. L'église a eu au moins une coupole dont il reste les piliers qui servent à soutenir le clocher-porche actuel.
L'église devient collégiale en 1178. Une campagne de travaux a dû suivre ce changement d'état.
Pour Jacques Gardelles, la crypte formant le soubassement du chœur et les murs de la nef unique appartiennent, au moins en partie, à l'époque romane.
La nef comprend quatre travées dont seules la première et la dernière sont voûtées d'ogives, de date tardive d'après leur mouluration. Les nervures de la première travée de la nef s'appuient sur des massifs assez forts permettant de supposer qu'ils servaient d'appui à des coupoles.
La seconde travée s'ouvre au sud sur une chapelle latérale. Il est probable qu'il en était de même au nord, mais celle-ci a dû être détruite. On constate une fermeture sommaire de ce mur nord.
Pendant la guerre de Cent Ans, la ville a dû subir plusieurs sièges. Un premier siège a eu lieu pendant le règne du roi Jean II le Bon. En novembre 1377, le connétable de Sancerre assiège la ville qui se rend.
La ville et la collégiale ont eu à souffrir de la reconquête du royaume par Charles VII.
Jean Secret pensait que les chapelles latérales sud avaient été construites au XIVe siècle. Jacques Gardelles a fait remarquer que cette période était peu favorable à leur construction. Il affirme que le chevet et les chapelles latérales qui lui sont associées avec les éléments fortifiés (créneaux et mâchicoulis) et leurs voûtes avec liernes et tiercerons ne doivent pas être antérieures à l'épiscopat d'Hélie de Bourdeilles (1437-1468), à partir de 1462. Cette campagne de reconstruction comprend aussi la tour occidentale servant de clocher-porche qui a remplacé une structure plus ancienne dont subsistent de grandes plaques représentant des effigies d'apôtres en haut-relief. Les parties hautes du clocher ne semblent pas antérieures au XVIe siècle.
Au-dessus des voûtes de la nef se trouve le fortin crénelé abritant la salle des gardes.
Pour Jacques Gardelles, les voûtes de la chapelle nord ont dû être édifiées à une date plus tardive puisque les clés portent les armes de la famille de Chaumont qui a donné trois abbés successifs à la collégiale Saint-Astier, entre 1520 et le milieu du XVIe siècle.
Pendant la Fronde, le colonel Balthasar, second de l'armée des Princes commandée par le comte de Marsin, a assiégé et pris Saint-Astier, le 28 mai 1652. La ville est soumise au pillage. La Fronde est terminée au début de 1653.
Des travaux de restauration de la nef entrepris entre 1671 et 1683 ont dû comprendre la réfection de plusieurs voûtes d'ogives de la nef et le lancement de voûtes en plein cintre sur certaines de ses travées ainsi que la suppression de trois supports saillants destinés à recevoir le poids des coupoles.
Les travaux faits au XIXe et XXe siècles n'ont pas modifié la structure de l'église.

## Protection
L'édifice est classé au titre des monuments historiques le 22 janvier 1910.